# Соколник
Соколник (болг. Соколник) — село в Болгарии. Находится в Добричской области, входит в общину Добричка. Население составляет 28 человек.

## Политическая ситуация
В местном кметстве Соколник, в состав которого входит Соколник, должность кмета (старосты) исполняет Венцислав Иванов Недков (Болгарская социалистическая партия (БСП)) по результатам выборов правления кметства.
Кмет (мэр) общины Добричка — Петко Йорданов Петков (Болгарская социалистическая партия (БСП)) по результатам выборов в правление общины.